# Горка (Андреапольский район)
Го́рка — деревня в Андреапольском районе Тверской области России. До 2019 года входила в состав ныне упразднённого Луговского сельского поселения.

## География
Деревня находится в западной части Тверской области, в зоне хвойно-широколиственных лесов, на левом берегу реки Жукопа, при автодороге 28Н-0028, в 27 километрах к юго-востоку от районного центра Андреаполь.

### Климат
Климат характеризуется как умеренно континентальный. Среднегодовая температура воздуха — 3,9 °C. Средняя температура воздуха самого холодного месяца (января) — −9,6 °C (абсолютный минимум — −46 °C), средняя температура самого тёплого (июля) — 16,8 °С (абсолютный максимум — 34 °С). Безморозный период длится около 130 дней. Годовое количество атмосферных осадков составляет 743 мм, из которых большая часть выпадает в тёплый период. Снежный покров держится в течение 147 дней.

## История
В середине XIX века значилась как владельческая деревня Верхние Горки и относилась к Грылёвской волости Осташковского уезда Тверской губернии. Рядом (на территории современной деревни) находился погост Жукопа с православной церковью.
В 1930-40-е годы на территории современной деревни находились: село Жукопа (центр Жукопского сельского Совета, 23 двора), деревня Горка (8 дворов) и деревня Тимонькино (30 дворов).
Во время Великой Отечественной войны деревня была оккупирована в октябре 1941 года, освобождена в январе 1942 года.
В 1970-80-е годы в деревне центральная усадьба совхоза «Пробуждение».
До 2012 года в деревне действовала Жуковская основная общеобразовательная школа.

### Административно-территориальная принадлежность
В 1970-80-е годы административный центр Жукопского сельсовета. 
До 2006 года деревня была административным центром Жукопского сельского округа.
С 2015 по 2019 годы в составе Луговского сельского поселения.

## Население
| 1859 | 1889 | 1997 | 2002 | 2008 | 2010 |
| ---- | ---- | ---- | ---- | ---- | ---- |
| 94   | ↗127 | ↗140 | ↘102 | ↘89  | ↘77  |

## Достопримечательности
В деревне расположена недействующая Церковь Богоявления Господня (1880).